# Hejkal

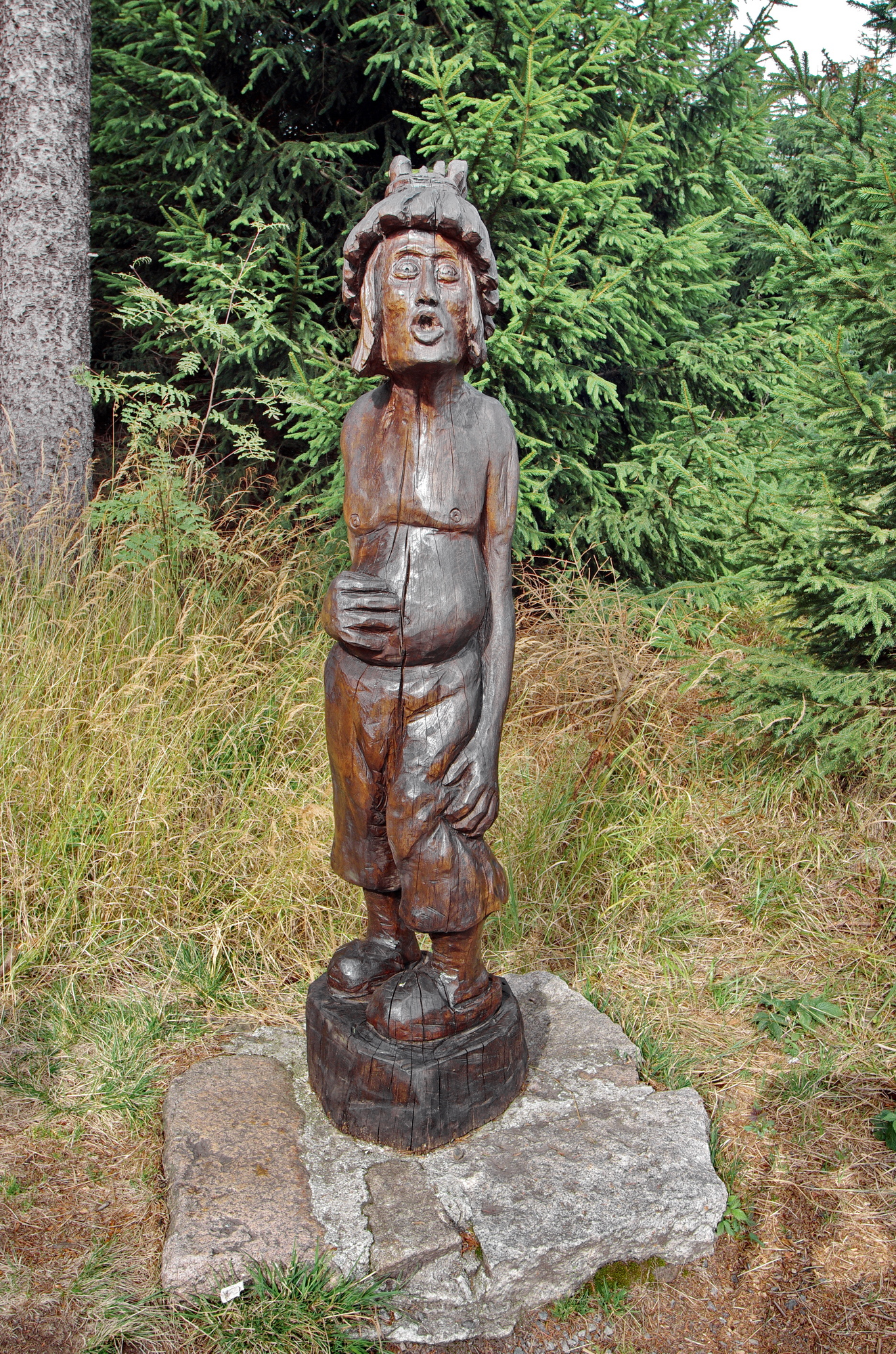
Hejkal Hejma ze Stezky krušnohorských pověstí na Plešivci

Hejkal je český lesní démon, nazývaný také hýkal či hejkadlo, nebo divý muž. Jeho jméno je odvozeno od děsivého volání, které vydává. Zvláště nebezpečné je hejkalovo volání opětovat, ten poté skočí člověku na záda a prožene ho po lese či jej roztrhá. Nejmocnější hejkalové se údajně vyskytovali na Plzeňsku. Mají podobu mužů pokrytých srstí či mechem a na hlavě nosí kytici kapradin. Chytají dívky a berou si je za ženy, pokud utečou, roztrhají jejich dítě. Rádi také děsí poutníky a odvádí je z cesty. Chrání před nimi přezutí, obrácení kapes a chléb. Zmiňuje se o nich již Jan Amos Komenský v 17. století, který je srovnává s antickými fauny a satyry.
Hejkal se podobá východoslovanskému lešijovi, ale také antickým faunům a satyrům, a západoevropským dusům. V Česku je také znám hejmon, lesní démon z Vitorazska plašící pytláky, chápán často jako ochránce Novohradských hor, dále pak pohunkové, duše nepoctivých myslivců, na které se věřilo v okolí lomu Svatá Anna u Tábora. Známi byly také lesní démoni, kteří skákali lidem na záda a škrtili je, jedná se o kožíškového mužíčka známého na Mikulovsku, škrtiče na Šumavě, a hockaufa mezi německým obyvatelstvem. Slovincům je znám divji mož, který může být lidem i prospěšný. 
Jeho ženskou obdobou jsou hejkalky, divoženky a lesní panny. Na severní Moravě jsou také známy húkalky, víly, které vydávají děsivé táhlé houkání a je po nich údajně pojmenován hrad Hukvaldy.

## Kultura
- Hejkal, československá televizní pohádka, 1978
- Hejkal, píseň Wabiho Daňka
- Hejkalka, česká televizní pohádka, 1998
- Hýkal, píseň Zrní, 2012
- Lesapán, krátký film Pavla Soukupa, 2015
- Hejkalka, pohádková kniha Petry Martiškové a Terezy Heike, 2016